# Арувин бинти Салехуддин
Арувин бинти Салехуддин (англ. Aruwin binti Salehuddin; род. 14 февраля 2004) — малайзийская горнолыжница. Участница зимних Олимпийских игр 2022 года. Первая женщина, представлявшая Малайзию на зимних Олимпийских играх.

## Биография
Арувин бинти Салехуддин родилась 14 февраля 2004 года.
Научилась кататься на лыжах в 2-летнем возрасте благодаря родителям в канадском месте Сан-Пикс. В детстве занималась плаванием, фигурным катанием, лыжными гонками, гимнастикой.
В 2022 году вошла в состав сборной Малайзии на зимних Олимпийских играх в Пекине. В слаломе не смогла завершить первый заезд и выбыла из соревнований. В гигантском слаломе заняла 38-е место, показав по сумме двух заездов результат 2 минуты 12,28 секунды и уступив 16,59 секунды завоевавшей золото Саре Хектор из Швеции. Была знаменосцем сборной Малайзии на церемонии открытия Олимпиады.
Арувин бинти Салеххуддин стала первой женщиной, представлявшей Малайзию на зимних Олимпийских играх.
В 2025 году заняла 4-е место в слаломе на зимних Азиатских играх в Харбине.

## Семья
Отец — Салехуддин Айоб (род. 1964), малазийский гребец-слаломист. Участник летних Олимпийских игр 1996 года.